# Nishiyama Sōin
Nishiyama Sōin (西山 宗因?) nacido Nishiyama Toyoichi (西山 豊一?) (1605, Provincia de Higo - 5 de mayo de 1682 Kyoto) fue un poeta japonés del sogunato Tokugawa, fundador de la escuela Danrin de Haikai no renga (俳諧の連歌). La escuela Danrin, que otorgaba a los poetas una mayor libertad en los temas, las metáforas, el tono y la composición poética que la anterior escuela Teimon, de Matsunaga Teitoku (1571- 1654), se considera una transición entre esta y la escuela Shōmon, seria y esteticista.

Contemplando las flores de cerezo
me empieza a doler
 el cuello.

Todavía queda algo de aceite
en la crepuscular lámpara.
Un cucú canta.

Llega el otoño.
¡No te vayas sin mí!
Las hojas caen una a una sobre el bote.
Nishiyama Soin

Sōin era un samurái al servicio del daimyō Katō Masakata; llegó a ser rōnin en 1632, y luego se convirtió en monje. En 1670 empezó a escribir haikai en el estilo Danrin, lo que provocó la crítica de los poetas de la escuela Teimon.
Entre sus seguidores cabe destacar a Matsuo Bashō (1644-1694), hasta que estableció la escuela Shōmon, y al poeta haikai y novelista Ihara Saikaku (1642-1693).

## Obra
- Saiō toppyaku-in (Series de cien versos) (entre 1661-1670)
- Danrin toppyaku-in  (Series de cien versos danrin) (circa. 1675)